# Old Fred (manzana)
Old Fred es una variedad de cultivo de manzano (Malus domestica).
Variedad de manzana híbrida procedente del cruce Allington Pippin x Court Pendu Plat. Criado en Eynsham, Oxford, Inglaterra por F.W. Wastie. Recibido por "National Fruit Trials" en 1944. Los frutos tienen una pulpa blanca cremosa, fina y firme con un sabor subácido.

## Historia
'Old Fred' es una variedad de manzana híbrida procedente del cruce como Parental-Madre de Allington Pippin y como Parental-Padre el polen procede de Court Pendu Plat. Esta fue una de las 14 variedades desarrolladas por el criador de manzanas Frederick William Wastie (1857-1937) en Eynsham, Oxford, Inglaterra (Reino Unido). Recibido por el "National Fruit Trials" en 1944.
'Old Fred' se cultiva en la National Fruit Collection con el número de accesión: 1945-055 y Accession name: Old Fred.

## Características
'Old Fred' es un árbol portador de espuelas, con porte esparcido compacto y vertical. Tiene un tiempo de floración que comienza a partir del 7 de mayo con el 10% de floración, para el 12 de mayo tiene una floración completa (80%), y para el 20 de mayo tiene un 90% de caída de pétalos.
'Old Fred' tiene una talla de fruto medio; forma oblonga, altura 44.00mm y anchura 63.00mm; con nervaduras débiles; epidermis con color de fondo amarillo pálido, importancia del sobre color bajo, con color del sobre color rojo pálido lavado, con sobre color patrón manchas / rayas, presentando manchas de rojo pálido lavado y sobre el cual hay un patrón denso de rayas rojas más oscuras en la cara expuesta al sol, "russeting" (pardeamiento áspero superficial que presentan algunas variedades) muy bajo; cáliz algo grande, parcialmente abierto y colocado en una cuenca poco profunda y ligeramente arrugada; pedúnculo muy corto y está asentado en una cavidad estriada de profundidad media que está muy densamente cubierto de "russeting"; carne de color blanco cremoso, crujiente. Sabor jugoso y dulce.
Su tiempo de recogida de cosecha se inicia a finaless de octubre. Se conserva bien durante dos meses en cámara frigorífica.

## Usos
Hace una muy buena manzana fresca de mesa.

## Ploidismo
Diploide, parcialmente auto estéril. Es necesaria una polinización con variedades del Grupo de polinización: D, Día 12.

## Susceptibilidades
Es susceptible a la sarna del manzano, cancro, óxido del cedro y del manzano, mildiu, fuego bacteriano.